# Mary Rose Tuitt
Mary Rose Tuitt (25 tháng 12 năm 1930 – 2005) là một nhà giáo dục và chính trị gia ở Montserrat. Bà là người phụ nữ đầu tiên làm bộ trưởng chính phủ ở trong đất nước Montserrat.
Là con gái của Edgar Peters và Sarah Ryan (nhũ danh Dorsett), bà được sinh ra với cái tên Mary Rose Peters ở Kinsale. Bà đã học tại Trường Cao đẳng Sư phạm Erdiston ở Barbados từ năm 1953 đến 1955. Bà trở lại Montserrat và được bổ nhiệm làm giáo viên chủ nhiệm tại trường St. Patrick. Bà học thêm một năm tại Học viện Giáo dục Đại học Oxford. Năm 1958, bà kết hôn với Adolphus Peters. Bà đã từ chức năm 1968 sau khi được bổ nhiệm vào vị trí thanh tra các trường học. Tuitt đã được chuyển đến Bộ Dịch vụ Xã hội nhưng đã từ chức vị trí đó sau khi bà nhận ra đó là một vị trí cuối cùng. Trong một thời gian ngắn, bà quản lý một khách sạn lịch sử trên đảo.
Năm 1970, Tuitt tranh cử với tư cách là ứng cử viên của Đảng Dân chủ Tiến bộ ở quận phía Nam và được bầu vào Hội đồng Lập pháp Montserrat. Năm 1978, bà được bổ nhiệm làm Bộ trưởng chịu trách nhiệm về Giáo dục và Sức khỏe và Phúc lợi. Tuitt đã bị đánh bại khi bà tranh cử vào năm 1978, thua Joseph Tailor.
Sau khi rời khỏi chính trị, bà làm việc ở vị trí hành chính tại Đại học Caribbean của Mỹ.
Tuitt cũng là một người chơi bóng rổ hoàn hảo. Bà là một thành viên của đội tuyển quốc gia vào năm 1950. Bà là đội trưởng của đội Montserrat năm 1959. Năm 1963, bà là huấn luyện viên và quản lý cho đội Montserrat. Bà cũng từng là chủ tịch của Hiệp hội Bóng rổ Montserrat và Hội đồng Bóng rổ West Imdies.